# Hero (Nas)
Hero è una canzone del rapper newyorkese Nas in collaborazione con Keri Hilson e prodotta da Polow da Don. È il primo singolo estratto dal controverso album senza titolo ed è stato pubblicato il 23 giugno 2008 negli Stati Uniti. Il video della canzone è stato mandato in onda per la prima volta il 7 luglio.

## Lista tracce
Singolo
1. Hero (featuring Keri Hilson (Clean))
2. Hero (featuring Keri Hilson (Dirty))
3. Hero (featuring Keri Hilson (Instrumental))

## Classifiche
| Charts                               | Peak position |
| ------------------------------------ | ------------- |
| Billboard Canadian Hot 100           | 60            |
| Swiss Singles Chart                  | 70            |
| U.S. Billboard Hot 100               | 97            |
| U.S. Billboard Hot R&B/Hip-Hop Songs | 82            |
| Official Singles Chart               | 70            |